# Вано Мураделі
Вано Ілліч Мураде́лі(вірм. Վանո Իլիայի Մուրադյան, груз. ვანო ილიას ძე მურადელი; ім'я при народженні — Іван Ілліч Мурадов; 6 квітня 1908, Горі — 14 серпня 1970, Томськ) — грузинський та російський радянський композитор, диригент.

## Життєпис
Народився 24 березня [6 квітня] 1908 року у місті Горі в вірменській сім'ї. Протягом 1925—1926 років навчався у Тифліському музичному технікумі. У 1929—1931 роках — актор і композитор Тифліського пересувного театру. 1931 року закінчив Тбіліську консерваторію, де навчався у класі композиції у Володимира Щербачова та Сергія Бархударяна та класі диригування у Михайла Багриновського.
У 1931—1934 роках працював у Театрі робітничої молоді та Театрі імені Костянтина Марджанішвілі в Тифлісі як композитор і актор, виступав як диригент. Протягом 1934—1938 років удосконалювався в Московській консерваторії під керівництвом Бориса Шехтера, потім Миколи Мясковського.
У 1938—1939 роках — відповідальний секретар Спілки радянських композиторів. Член ВКП(б) з 1942 року. У 1942—1944 роках — художній керівник Центрального ансамблю Військово-Морського Флоту СРСР. Водночас упродовж 1939—1948 років — член президії оргкомітету Спілки радянських композиторів, голова правління Музичного фонда СРСР.
1958—1960 рр. — заступник голови оргкомітету Спілки композиторів РРФСР; 1959 року — голова правління Московського відділення Спілки композиторів РРФСР; з 1960 року — секретар правління Спілки композиторів РРФСР; з 1968 року — секретар правління Спілки композиторів СРСР.

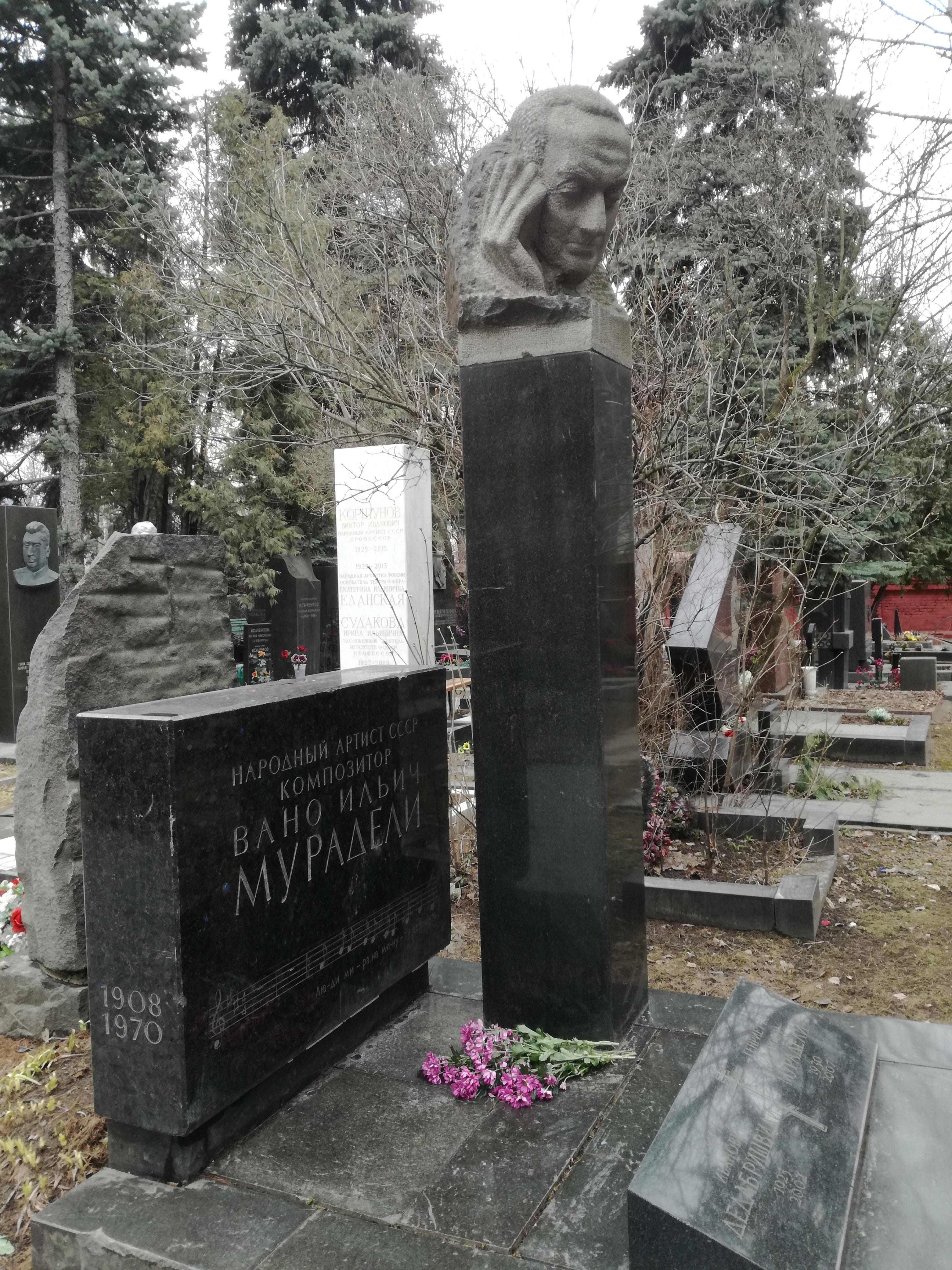
Надгробний пам'ятник.

Помер у Томську 14 серпня 1970 року. Похований в Москві на Новодівичому кладовищі (ділянка № 7).

## Творчість
Автор:
- 2-х симфоній (1938[a], 1945[b])[9];
- музики для солістів, хора і оркестру «Пісенна здравниця» (1941), «Чверть століття золотого» (1942), «Гімн Ленінграду» (1944), «Шлях перемоги» (1950)[7];
- музики для голосу і фортепіано — вокальний цикл «Горійські пісні» (1946);
- балету «Зоя Космодем'янська» (1946, поставлений у Большому театрі)[10];
- низки опер, зокрема «Велика дружба»[c] (1947; Донецький театр опери та балету; 2-га редакція — 1960), «Жовтень»[d] (1961, Ансамбль радянської опери Всеросійського театрального товариства, Москва; 1964, Большой театр на сцені Кремлівського Палацу з'їздів);
- кантат, зокрема «Навіки разом» (1959), «З нами Ленін» (1960, пісня-кантата)[7];
- оперет «Дівчина з блакитними очима» (1966, Москва), «Москва—Париж—Москва» (1968)[e][4];

музики до спектаклів московських драматичних театрів, зокрема;
- «Честь» Георгія Мдівані (1938, Камерний театр Таїрова);
- «Наказ по фронту» Георгія Мдівані (1941, Театр юного глядача);
- «Гаїті» Вільяма Дюбойса (1953, Театр драми і комедії);
- «Баня» Володимира Маяковського (1953, Театр сатири);
- «Білий лотос» Шудраки (1956, Театр імені Олександра Пушкіна);
- «Одна ніч» Бориса Горбатова (1957, Малий театр);
- «Далі неоглядні» Миколи Вірти (1957, Театр імені Моссовєта).

музики до
художніх фільмів
- «Комендант Пташиного острова» (1939);
- «Загибель «Орла»» (1941);
- «Бойова кінозбірка № 4» (1941);
- «Бойова кінозбірка № 6» (1941);
- «Випадок з єфрейтором Кочетковим» (1955);
- «Шарф коханої» (1956);
- «Крила» (1956);
- «Лавина з гір» (1958);
- «Насреддін у Ходженті, або Зачарований принц» (1959);
- «Мрії назустріч» (1963)[f];
- «Скарби республіки» (1964);
- «Залізний потік» (1967);
- «Далеко на заході» (1968);

документальних фільмів
- «Кіров з нами» (1939);
- «Ферганський канал» (1939).

романсів, великої кількості пісень, зокрема
- «Ви не лізьте, самураї» (1938);
- «Пісня про Леніна» (1938);
- «Гімн Москві» (1949);
- «Гімн міжнародної спілки студентів» (1949);
- «Пісня борців за мир» (1950)[h];
- «Партія — наш керманич» (1952)[i];
- «Пісня молоді» (1953);
- «Марш молоді світу» (1955);
- «Росія — батьківщина моя» (1955);
- «Дружба всього дорожче» (1957);
- «Бухенвальдський дзвін» (1959)[j];
- «Величавий Севастополь» (1954).

Також автор рецензій і статей із різних питань радянської музичної культури.

## Відзнаки
Нагороджений:
- орденами Трудового Червоного Прапора (1960), Леніна (1967)[8];
- медалями «За доблесну працю у Великій Вітчизняній війні 1941—1945 рр.», «У пам'ять 800-річчя Москви»[8];

премії
- Сталінська премія II ступеня (1946; за симфонію № 2 ре-мажор)[8];
- Сталінська премія II ступеня (1951; за музику до кінофільмів, пісні «Гімн Міжнародного союзу студентів», «Москва — Пекін», «Гімн Москві», «Нас воля Сталіна звела», «Пісня борців за мир»)[7][8];

почесні звання
- Заслужений діяч мистецтв РРФСР (1947)[8];
- Заслужений діяч мистецтв Кабардино-Балкарської АРСР (1953)[8];
- Народний артист РРФСР (1957)[6];
- Народний артист СРСР (1968)[11].

## Виноски
1. ↑  Симфонія присвячена пам'яті Сергія Кірова[7].
2. ↑  Симфонія присвячена перемозі радянського народу над фашизмом[7].
3. ↑  «Відзначена» окремою постановою ЦК ВКП(б) від 10 лютого 1948 року, де її названо «формалістською, хибною в музичному і сюжетному плані», і оперу було майже відразу ж знято за особистим розпорядженням Йосипа Сталіна[10].
4. ↑  В опері композитор спробував втілити деякі риси Володимира Леніна вокальними засобами[7].
5. ↑  Прем'єра відбулася на сцені Ростовського театру музичної комедії[8].
6. ↑  Разом з Едуардом Артем'євим.
7. ↑  Принесли композитору найбільшу популярність.
8. ↑  Перша премія на Міжнародному конкурсі в Будапешті, 1950[7].
9. ↑  Створена до XIX з'їзду КПРС[10].
10. ↑  Слова Олександра Соболєва.